# ديفيد دي كيركباتريك
ديفيد دي كيركباتريك (David D. Kirkpatrick )(ولد عام 1970 في بوفالو, نيويورك) هو مراسل صحيفة نيويورك تايمز. 
ويعمل حاليا رئيس مكتب الجريدة في القاهرة ومراسل للشرق الأوسط .
حصل على البكالوريوس في التاريخ والدراسات الأمريكية في جامعة برينستون ، وتخرج بامتياز ، وحضر برنامج الدراسات العليا في الدراسات الأمريكية في جامعة ييل. بدأ عمله في نيويورك تايمز في حزيران / يونيه 2000.

## في أيدي الجنود
كتاب كيركباتريك في أيدي الجنود: الحرية والفوضى في مصر والشرق الأوسط نشر بواسطة (بلومزبري للنشر, 2018) الكتاب يروي  أسباب حدوث الربيع العربي و أسباب فشله بعد ذلك، مع التركيز على دور أمركيا في هذا الفشل وما تلاها من أحداث والتي أدت الي وصول السيسي للسطلة في مصر.